# Julio Cardeñosa
Julio Cardeñosa Rodríguez (Valladolid, 1949. október 27. –) spanyol válogatott labdarúgó, edző.

## Pályafutása

### Klubcsapatban
Valladolidban született, pályafutását is ott kezdte 1969-ben a Real Valladolid tartalékcsapatában, majd 1971-ben bemutatkozhatott a felnőttek között is. A Real Valladolid első csapatában három szezont játszott, majd ezt követően 1974-ben a Real Betis igazolta le. Pályafutását hátralévő részét Sevillában töltötte. 1974 és 1985 között 306 bajnoki mérkőzésen lépett pályára és 42 alkalommal volt eredményes. 1977-ben spanyol kupagyőzelemhez segítette csapatát.

### A válogatottban
1977 és 1980 között 8 alkalommal szerepelt a spanyol válogatottban. Részt vett az 1978-as világbajnokságon és az 1980-as Európa-bajnokságon.

## Sikerei, díjai
Real Betis
- Spanyol kupa (1): 1976–77

## Külső hivatkozások
- Julio Cardeñosa adatlapja a National-Football-Teams.com oldalon (angolul)

- Julio Cardeñosa (angol nyelven). eu-football.info
- Julio Cardeñosa (angol, katalán, spanyol nyelven). BDFutbol.com